# NGC 884
NGC 884 is een open sterrenhoop in het sterrenbeeld Perseus. Het hemelobject ligt 7600 lichtjaar van de Aarde verwijderd en werd reeds in 130 v.Chr. ontdekt door de Griekse astronoom Hipparchus. De open sterrenhoop is naar schatting 14 miljoen jaar oud. Het vormt een dubbelcluster met NGC 869 (zie afbeelding: links ligt NGC 884 en rechts ligt NGC 869).

## Synoniemen
- C 0218+568
- OCl 353
- Mel 14
- Cr 25
- Lund 76
- GC 521
- Raab 10
- h 212
- H 6.34
- Collinder 25
- Melotte 14
- Chi Per Cluster
- χ Persei
- Chi Persei